# Planinski božur
Planinski božur (velelisni božur, mosur, trava od tri rožčića, božur kosmati, lat. Paeonia mascula), zeljasta trajnica iz roda božura i porodice božurovki. Jedna od nekoliko vrsta koje rastu i u Hrvatskoj, a rasporostranjena je u južnoj Europi, jugozapadnoj aziji i sjeverozapadnoj Africi.
Stabljika naraste do pola metra, nerazgranata je i gola, korijen gomoljasato zadebljan, listovi nasuprotni a cvjetovi dvospolni. Plod je mjehur s više sjemenki.
Postoji nekoliko podvrsta.

## Podvrste
- Paeonia mascula subsp. atlantica (Cosson) Greuter & Burdet
- Paeonia mascula subsp. bodurii N. Özhatay
- Paeonia mascula subsp. coriacea (Boiss.) Malagarriga
- Paeonia mascula subsp. hellenica D.B. Tzanoudakis
- Paeonia mascula subsp. icarica D.B. Tzanoudakis
- Paeonia mascula subsp. mascula
- Paeonia mascula subsp. orientalis (Thiebaut) D. Y. Hong
- Paeonia mascula subsp. russoi (Biv.) Cullen & Heywood